# 本金
本金（英語：Principal；馬泰亦稱母金）是最初投資或借出的金額，利息和回報是在此基礎上計算的。 在借貸行為中，由负债方所借貸的原始资金总额，其后的债务利息將以此为基准進行计算。對於提供借貸一方，也就是一種投資行為中，本金指的是投資人所投入的資金總額。